# Van Speijkstraat (Amsterdam)
De Van Speijkstraat is een straat in Amsterdam-West. De straat begint aan de zuidkant aan de Baarsjesweg, met een kleine bocht. Ten westen van deze bocht bevindt zich het voormalige Riva-terrein, tegenwoordig het Piri Reisplein, het bouwterrein van de Westermoskee.  In het midden wordt de straat gekruist door de Van Kinsbergenstraat. De straat eindigt op de Admiraal de Ruijterweg, bij het begin van de Jan Evertsenstraat.
De woningen aan deze straat zijn gebouwd in de periode 1921-1925.  De naam verwijst naar de Nederlandse zeeofficier Jan van Speijk (1802-1831).
Midden op het kruispunt met de Van Kinsbergenstraat werd op 21 december 2005 het woord "buurtrespect" (inmiddels weggesleten) en verschillende symbolen aangebracht. Op de vier hoeken bevinden zich telkens twee symbolen van de afspraken die in het kader daarvan waren gemaakt, zoals "rustig praten", "niet nafluiten" en "niet vernielen".
Aan het zuidelijk deel van de straat bevindt zich aan de westkant de ingang naar het speeltuinterrein "Plan West", dat in maart 2007 na herinrichting officieel opnieuw in gebruik werd gesteld.
De politieserie Van Speijk is vernoemd naar de straat.
Het noordelijke eind van de straat kijkt uit op een voormalig bankfiliaal aan de Admiraal de Ruijterweg dat als politiekantoor diende tijdens de eerste serie van Van Speijk. Verschillende scènes uit Van Speijk werden in de Van Speijkstraat opgenomen, waaronder het klemrijden van een hard rijdende bejaarde automobiliste bij de hekken van het Rivaterrein voor het oog van een fanfarekorps en scènes met een ladder (beide in de uitzending van week 13, 2007).
In 2010 maakte filmmaker André Kloer de documentaire Liever de lucht in over enkele bewoners uit de Van Speijkstraat. De documentaire ging in 2011 in première op het Nederlands Filmfestival en is op groot scherm in de Van Speijkstraat vertoond.
Romanschrijver en dichter K. Schippers (een pseudoniem voor Gerard Stigter) groeide op aan de Van Speijkstraat 128-I.

## Oorlogsmonument
Bij de Baarsjesweg bevond zich tot eind 2005 een driehoekig pleintje met een oorlogsmonument in de vorm van een wit (Latijns) kruis en de tekst "aan hen die vielen". Dit verkreeg tweemaal landelijke bekendheid: allereerst nadat in 2003 tijdens de twee minuten stilte hier enkele jongens "joden, die moeten we doden" hadden geroepen. De herdenking hier werd in 2004 verslagen door de landelijke pers.
De tweede keer dat het oorlogsmonument in het nieuws kwam was door een beslissing van het herdenkingscomité van De Baarsjes (en in het verlengde daarvan de stadsdeelraad): het monument moest in verband met de bouwwerkzaamheden op het Piri Reisplein tijdelijk opgeslagen worden, en omdat gebleken was dat de vorm (het kruis) bij sommige buurtbewoners misverstanden opriep hadden comité en deelraad besloten dat het monument na afronding van de bouw niet terug moest keren maar vervangen moest worden door een monument van een andere vorm (besluit eind 2005). Na landelijke verontwaardiging werd dit besluit enkele weken later (begin 2006) teruggedraaid. Het eerder genomen besluit om het monument tijdelijk te plaatsen aan het Columbusplein, bij de Vasco da Gamastraat, werd daarop versneld uitgevoerd.